# Jacqueline Dutheil de La Rochère
 (février 2013).
Si vous disposez d'ouvrages ou d'articles de référence ou si vous connaissez des sites web de qualité traitant du thème abordé ici, merci de compléter l'article en donnant les références utiles à sa vérifiabilité et en les liant à la section « Notes et références ».
Pour les articles homonymes, voir Dutheil.
Jacqueline Dutheil de La Rochère, née Jacqueline Chatel de Raguet de Brancion, est une juriste française née à Nîmes le 18 décembre 1940. Elle est professeur de droit public. 

## Biographie

### Carrière
Elle est docteur en droit, diplômée de l'institut d'études politiques de Paris, agrégée de droit public, professeur de droit institutionnel de l'Union européenne et de contentieux communautaire, IER[réf. nécessaire].
À l’université de Paris II (Panthéon-Assas), elle fut aussi directrice du Centre de droit européen, responsable du DEA de droit de l'Union européenne, et responsable des programmes d'échange dans le cadre du programme Erasmus avec le Royaume-Uni et notamment, du double diplôme BA (Cambridge) et Maîtrise en droit[réf. souhaitée]. 
Hors de Paris II, elle est membre de l'Editorial Board de la Common Market Law Review, Leyde (Pays-Bas), membre du Comité français de la Commission de l'arbitrage de la chambre de commerce internationale, et professeur invité à l'université d'Oxford (Royaume-Uni)[réf. souhaitée].
Elle préside l'Université Panthéon-Assas (Paris-II) de juillet 2002, date à laquelle elle succède à Bernard Teyssié, à l'été 2006. Louis Vogel lui succède à la tête de l'université.
Professeur agrégé de droit public, elle a codirigé jusqu'en 2002, avec le professeur Hélène Gaudemet-Tallon le D.E.A. (aujourd'hui master recherche) en droit communautaire, puis de l'Union européenne, matière dans laquelle elle a rédigé des manuels de synthèse[réf. nécessaire]. 
Elle a été membre de la Convention sur l'avenir de l'Europe, qui a élaboré le projet de Traité établissant une constitution pour l'Europe[réf. nécessaire].
Elle a été élevée à la dignité de grand officier de l'ordre national du Mérite en mai 2011.

### Vie familiale
Née Jacqueline Geneviève Marie Bernadette Chatel de Raguet de Brancion, elle est la fille de Jacques Chatel de Raguet de Brancion, capitaine de corvette, et de Françoise Barbier. Elle a épousé à Saint-Louis d’Hyères les 26 et 27 août 1966 Stéphane Marie Jacques Dutheil de La Rochère[réf. nécessaire].

## Ouvrages
- Vers une charte des droits fondamentaux de l'Union européenne, (codirection d'un ouvrage collectif avec G. Cohen-Jonathan et Emmanuel Decaux), Regards sur l'actualité n° spécial 264, La Documentation française, août 2000.
- Le Traité d'Amsterdam : réalités et perspectives, (codirection avec ph. Manin d'un ouvrage collectif), Mise en œuvre et perspectives, colloque 27 et 28 fév., Universités Paris I, Paris II, Bordeaux IV, Pedone, 1999.
- Le droit communautaire de l'environnement, (Direction d'un ouvrage collectif), Mise en œuvre et perspectives, La Documentation française, 1998.
- Introduction au droit de l'Union européenne, Les fondamentaux, Hachette Supérieur, 1995, 2e éd., 1998 Articles.
- Colloque Aix-en-Provence, 18-19 juin 1999, en l'honneur du Professeur Louis Dubouis, Droit communautaire, droits nationaux : influences croisées, Conclusions du colloque, la documentation française, p. 179-186, Monde européen et international, 2000.
- Le régionalisme comme limite à la mondialisation in La mondialisation du droit, Colloque Dijon CREDIMI, septembre 1999, Direction F. Loquin, C. Kessedjian, Litec, 2000, p. 431-453.
- La Convention sur la Charte des droits fondamentaux et le processus de construction européenne, Revue du Marché Commun et de l'union européenne, no 437, avril 2000, p. 223-227.
- L'Europe a-t-elle besoin d'une Charte des droits fondamentaux ?, Gazette du Palais Europe, juin 2000.
- Comment assurer la sécurité face aux risques du monde actuel ? Le droit dans la mêlée, fondation Singer-Polignac, 6 juin 2000, Académie des sciences morales et politiques.
- The attitude of French courts towards ECJ case law, in Liber Amicorum in the honour of Lord Slynn of Hardley, Kluwer, Law International, 2000.
- Droit au juge, accès à la justice européenne, Pouvoirs, oct. 2000.
- Ministère de la Défense, Colloque sur l'Europe de la défense, Introduction d'une table ronde : l'U.E., un espace de liberté, de sécurité et de justice in Droit européen et défense, Colloque 12-20 oct. 1999, p. 151-154.
- Back to basics : Why a European Parliament ? Common Market Law Review, 1999, p. 515.